# Ulrick Eneme Ella
Ulrick Brad Eneme Ella (ur. 22 maja 2001 w Sens) – gaboński piłkarz grający na pozycji napastnika. Od 2021 jest zawodnikiem klubu Brighton & Hove Albion.

## Kariera klubowa
Swoją piłkarską karierę Eneme Ella rozpoczął w juniorach takich klubów jak: FC Sens (2008-2015), AJ Auxerre (2015-2017) i Red Bull Salzburg (2017-2019). W latach 2019–2020 grał w rezerwach SC Amiens. We wrześniu 2020 przeszedł za 300 tysięcy euro do Brighton & Hove Albion, w którym gra w zespole U23.
| Sezon   | Klub                       | Kraj    | Rozgrywki                     | Mecze | Gole |
| ------- | -------------------------- | ------- | ----------------------------- | ----- | ---- |
| 2019/20 | Amiens SC B                | Francja | CFA 2                         | 12    | 4    |
| 2020/21 | Amiens SC B                | Francja | CFA 2                         | 1     | 0    |
| 2020/21 | Brighton & Hove Albion U23 | Anglia  | Premier League 2 Division One | 10    | 1    |

## Kariera reprezentacyjna
Eneme Ella grał w młodzieżowych reprezentacjach Francji na szczeblach U-16, U-17, U-18 i U-19. W reprezentacji Gabonu zadebiutował 16 listopada 2021 w przegranym 1:2 meczu eliminacji do MŚ 2022 z Egiptem, rozegranym w Aleksandrii. W 2022 roku został powołany do kadry na Puchar Narodów Afryki 2021. Na tym turnieju rozegrał dwa mecze: grupowe z Komorami (1:0) i z Ghaną (1:1).